# The (R)evolution of Steve Jobs
The (R)evolution of Steve Jobs ist eine Oper in einem Prolog, achtzehn Szenen und einem Epilog von Mason Bates (Musik) mit einem Libretto von Mark Campbell. Sie wurde am 22. Juli 2017 an der Santa Fe Opera uraufgeführt.

## Handlung
Prolog – 1965: Garage von Jobs Familie, Los Altos
Zum Geburtstag erhält Steve von seinem Vater Paul eine selbst gebaute Werkbank (Paul: „I built this table“).
Ouvertüre
Szene 1 – 2007: Produkteinführung, Bühne eines Kongresszentrums in San Francisco
Steve fordert die Anwesenden auf, ihre alten Telefone auszuschalten. Nach seiner Rede werden sie diesen „alten Müll“ sowieso wegwerfen wollen. Sein neues Produkt vereine alle möglichen Funktionen in „einem Gerät“ und sei in einer Hand zu halten (Steve und Ensemble: „One device“). Nach der Vorführung geht er in sein Büro und setzt sich erschöpft hin.
Szene 2 – 2007: Unmittelbar danach; Firmenbüro in Cupertino
Steves Frau Laurene begrüßt ihren Mann neckisch. Dann warnt sie ihn davor, sich nicht zu überarbeiten. Die Kinder und manchmal auch sie selbst würden ihn vermissen. Steve vertröstet sie damit, dass er nur einen Spaziergang benötige, um seinen Kopf frei zu bekommen.
Meditatives Zwischenspiel

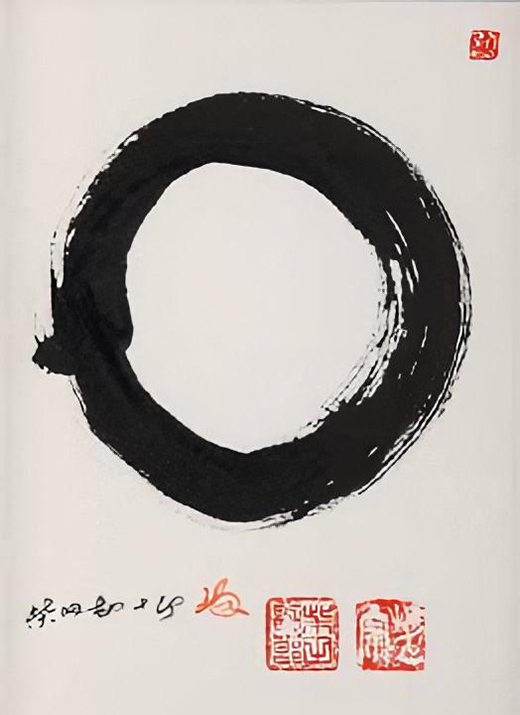
Kalligrafie des Ensō von Kanjuro Shibata XX

Während Steve im langsamen Kinhin meditiert, erscheint die Projektion einer Ensō-Zeichnung.
Szene 3 – 2007: Später am selben Nachmittag; Hügel um Cupertino
Steve begegnet Kōbun Chino Otogawa, seinem früheren spirituellen Ratgeber. Kōbun konfrontiert Steve mit seiner Sterblichkeit. Steve erinnert sich an einige seiner Lektionen im Zen-Buddhismus.
Szene 4 – 1973: Eine Kalligrafie-Klasse im Reed College, Oregon
Ein Lehrer erläutert seiner Klasse, in der sich auch Steve befindet, die verschiedenen Bedeutungen des Ensō: Erleuchtung, Eleganz, das Universum, Leere, Natur, Anmut, Freiheit, Einfachheit.
Szene 5 – 1973: Garage von Jobs Familie, Los Altos
Steves Freund „Woz“ (Steve Wozniak) zeigt ihm seine „blue box“, mit der er sich in das Telefonnetz einhacken kann, um kostenlos zu telefonieren. Er stellt sogleich eine Verbindung mit Henry Kissinger und dem Vatikan her. Die beiden freuen sich darüber, wie leicht man den Großfirmen ein Schnippchen schlagen kann (Steve und Woz: „Ma Bell“).
Szene 6 – 1974: Ein Apfelobstgarten bei Los Altos
Steve probiert mit seiner Freundin Chrisann LSD. Als die Wirkung einsetzt, küssen sie sich (Chrisann: „I could learn to like you“). Für Steve scheinen sich die Pflanzen in Musikinstrumente zu verwandeln und Bach zu spielen. Gerade als die beiden mit Intimitäten beginnen wollen, werden sie von Kōbun unterbrochen.
Szene 7 – 2007: Die Hügel um Cupertino / 1975: Das Los Altos Zen Center
Kōbun vergleicht das Ensō mit einer tickenden Uhr und erinnert an ihre erste Begegnung 1975 im Los Altos Zen Center. Steve wollte damals Mönch werden, doch Kōbun wies ihn darauf hin, dass er einen anderen Weg vor sich habe (Kōbun: „Take one step“).
Szene 8 – 1989: Ein Hörsaal, Stanford University
Bei einem seiner Vorträge lernt Steve seine spätere Frau Laurene kennen.
Szene 9 – 1976: Garage von Jobs Familie, Los Altos
Woz bastelt verbissen an einer neuen Computer-Schnittstelle. Als er fertig ist und mit Steve feiern will, kommt Chrisann herein. Sie nimmt Steve beiseite und teilt ihm mit, dass sie schwanger ist. Steve fordert sie auf, das Kind abtreiben zu lassen – er werde es nie anerkennen. Chrisann verlässt die Garage entsetzt. Als wäre nichts geschehen, wendet sich Steve wieder Woz und seinem Werk zu. Er meint, einer seiner Freunde könne ein schönes Gehäuse aus Koa-Holz herstellen. Außerdem fehlen noch eine Tastatur, ein Bildschirm und die Fähigkeit zur Audioausgabe. Das erinnert ihn an die imaginäre Bach-Musik im Obstgarten (Steve Jobs: „Something we play“).
Szene 10 – 1989: Steve Jobs’ Zuhause, Palo Alto
Laurene besucht Steve zum ersten Mal in seiner Wohnung. Weil es kaum Möbel gibt, glaubt sie zunächst, er sei gerade erst eingezogen. Sie bewundert einige Fotografien von Ansel Adams und zitiert diesen mit dem Satz „Ich kann eine gute Kunstfotografie betrachten, und manchmal höre ich Musik.“ Laurene rät ihm, bei seiner Arbeit Musik zu hören. Die beiden gehen miteinander ins Bett.
Szene 11 – 1980: Firmenbüro, Cupertino
Steve erklärt seinen Angestellten seine Vorstellungen von einem einfachen Geräte-Design („one button“ – „eine Taste“). Als Chrisann herein kommt, teilt er ihr kalt mit, dass er nicht mehr mit ihr zusammen sein wolle. Woz bittet Steve vergeblich, einem in finanzielle Nöte geratenen ehemaligen Mitarbeiter zu helfen. Während Steve sich wieder seinem Design-Konzept zuwendet, beklagen Chrisann und Woz, wie sehr er sich verändert hat (Steve, Chrisann und Woz: „Losing it“).
Zwischenspiel – Aufstieg und Fall von Steve Jobs
Videoprojektionen zeigen Steves geschäftlichen Aufstieg. Er selbst geht in seiner Firma von Raum zu Raum und wird zunehmend aggressiver gegenüber seinen Mitarbeitern.
Szene 12 – 1981–1986: Firmenbüro, Cupertino
Die Mitarbeiter klagen über Steves unerfüllbare Forderungen. Sie sehnen sich nach einem Wechsel in der Firmenführung. Steve beharrt auf seinen Vorstellungen (Steve: „Wrong“). Zwischendurch lehnt er es ab, Unterhalt für seine und Chrisanns Tochter Lisa zu zahlen, da sie „nicht sein Kind“ und nicht sein Problem sei. Während eines Telefoninterviews über seine Tochter fragt ihn ein Mitarbeiter nach einem Namen für das neue Computermodell. In Verwirrung gibt er dem Mitarbeiter einen Zettel mit dem Namen „Lisa“ und erklärt, es bedeute „‚Logic Interface… System…‘ was auch immer“. Kurz darauf kommt es zum Streit mit Woz, der daraufhin die Firma verlässt (Woz: „Goliath“). Das Direktorium teilt Steve mit, dass er wegen der schlechten Geschäftsentwicklung aufgrund seiner falschen Entscheidungen versetzt werde. Er kündigt verärgert.
Düsteres Zwischenspiel
Steve bricht während eines Wutausbruchs zusammen.
Szene 13 – 2007: Die Hügel um Cupertino
Kōbun weist Steve auf seine Fehler hin. „Vereinfachen“ bedeute nicht „Sei selbstsüchtig“. Er habe „wollen“ mit „lieben“ verwechselt und sei seinen ersten Tod gestorben. Doch in den zehn Jahren nach seinem Neuanfang habe er seine beste Arbeit geleistet und Laurene kennengelernt.
Szene 14 – 2007: Die Hügel um Cupertino / 1989: Ein Hörsaal, Stanford University
Während des Gesprächs mit Kōbun erinnert sich Steve an seine erste Begegnung mit Laurene…
Szene 15 – 2007: Die Hügel um Cupertino / 1989: Steve Jobs’ Zuhause, Palo Alto
… und den ersten Abend in seiner Wohnung, als er sich in sie verliebte. Kōbun weist ihn darauf hin, dass Laurene immer darauf geachtet habe, dass er nicht in seine alten Gewohnheiten zurückfalle.
Szene 16 – 2007: Später in derselben Nacht; Steve Jobs’ Zuhause, Palo Alto
Nach seinem Spaziergang kehrt Steve in seine Wohnung zurück, wo ihn Laurene besorgt erwartet. Sie beharrt darauf, dass er auf seine Gesundheit achten müsse. Er sei nicht eine seiner Maschinen und dürfe seine Krankheit und Sterblichkeit nicht ignorieren (Laurene: „Humans are messy“). Sie könne ihm nur beistehen, wenn er akzeptiere, dass er sich ändern müsse. Steve verspricht ihr, um Arzt zu gehen.
Szene 17 – 1991: Die Hochzeit, Yosemite-Nationalpark – Lyrisches Zwischenspiel
Das Zwischenspiel zeigt die buddhistische Zeremonie, in der Kōbun Steve und Laurene vermählt. Während die Szene immer wieder einfriert, erzählt Steve, dass sie drei Kinder bekamen und ein viertes (Lisa) adoptierten, wie viel er Laurene in den 18 Jahren ihrer Ehe verdankte, und dass Kōbun 2002 bei dem Versuch ertrank, sein eigenes Kind zu retten. Sie erinnern sich an seine Lehre, dass es nur eine einzige Gewissheit im Leben gebe.
Szene 18 – 2011: Der Gedenkgottesdienst; Kapelle der Stanford University
In einer Vision sieht Steve seine eigene Beerdigungszeremonie. Als er einige Details kritisiert, gemahnt Kōbun ihn, ruhig zu sein und zu „vereinfachen“. Laurene und Woz erinnern sich an sein Leben. Nachdem die Gäste und wenig später auch Woz gegangen sind, denkt Laurene über sein geistiges Vermächtnis nach (Laurene: „Look up, look out, look around“).
Epilog – 1965: Garage von Jobs Familie, Los Altos
Laurene beobachtet, wie der junge Steve von seinem Vater die Werkbank geschenkt bekommt – „ein guter Platz zum Anfangen“.

## Gestaltung
Der Komponist Mason Bates nannte als Hauptthema der Oper die Suche Steve Jobs’ nach innerem Frieden, bei der seine Frau Laurene die Schlüsselrolle spiele, indem sie ihn an die Bedeutung echter menschlicher Kontakte erinnere. Steve habe durch seine innere Energie das „Charisma zu einem Jesus ähnlichen Visionär“, konnte aber schnell zu einem „kalten Tyrannen“ werden. Eine weitere wichtige Rolle ist Steves geistlichem Mentor Kōbun zugewiesen. Außerdem gibt es mit Woz und Chrisann zwei Personen, die Steve schon länger kennen und Zeugen seiner „erstaunlichen Transformation“ („stunning transformation“) werden. Die Handlung wird nicht linear chronologisch erzählt, sondern springt zwischen den verschiedenen Lebensabschnitten Steves hin und her. Die im Libretto angegebenen Bühnenanweisungen verweisen auf Einflüsse des japanischen Nō-Theaters. Vielfach bleiben die Charaktere auch in Szenen, in denen sie selbst nicht beteiligt sind, auf der Bühne, indem sie sich abseits auf eine Bank setzen.
Jobs erhielt zwar als junger Mann Anregungen durch Zen, Minimalismus und Kalligrafie, doch die konkrete Bedeutung des in der Oper zentral eingesetzten Ensō ist eine Ergänzung der Autoren. Es dient hier nicht nur als Symbol für Steves Design-Prinzipien, seine langen Spaziergänge, Chrisanns Schwangerschaft und seine Beziehung mit Laurene, sondern auch als Ersatz für das Apple-Logo und andere geschützte Design-Elemente.
Die Schlussszene mit dem Gedenkgottesdienst, den die zu diesem Zeitpunkt bereits verstorbenen Personen Steve und Kōbun beobachten, erklärt das Titelwort „(R)evolution“. Die Entwicklung Steves im Verlauf der Oper – erst zum Negativen und dann zum Positiven – ist eine „Evolution“ (englisch für „Entwicklung“). Gleichzeitig handelt es sich um eine „Revolution“ (englisch für „Drehung“ oder „Umlauf“) in dem Sinne, dass Steve am Ende wieder zum Anfang zurückkehrt – wobei sich aber die Bedeutung der dazwischenliegenden Handlung ändert.

### Musik
Die Musik besteht aus klar voneinander abgegrenzten Nummern. Es gibt Rezitative, Arien und Ensemblesätze. Der Komponist übertrug nach eigener Aussage das Konzept der wagnerischen Leitmotive in „Klangwelten“ („soundworlds“). Jedem Charakter ist nicht nur ein Thema zugewiesen, sondern eine vollständige „Klang-Identität“ („an entire sonic identity“). Beim Zusammentreffen mehrerer Personen verschmelzen deren Klänge, ähnlich wie sie ein DJ mischen würde. Dem Charakter des Steve Jobs ist eine „quecksilbrige“ Mischung aus Orchester- und Elektronikklängen zugewiesen. Letztere wurden teilweise mit Hilfe von Samples von Macintosh-Hardware erzeugt, um eine gewisse „Authentizität“ zu erreichen – beispielsweise das Sirren einer Festplatte oder Klicks einer Tastatur. Außerdem wird Steve von einer akustischen Gitarre begleitet, da er dieses Instrument besonders geschätzt habe und der Klang die „innere Welt eines ruhelosen Mannes“ gut darstelle. Die Musik der Laurene kontrastiert dazu. Sie ist von „langsam bewegten ozeanischen Harmonien“ („slow-moving, oceanic harmonies“) geprägt. Der tiefe „mystische Bass“ von Steves spirituellem Mentor Kōbun steht in der Tradition des Sarastro aus Mozarts Zauberflöte. Er wird von tibetanischen Gebetsschüsseln und chinesischen Gongs begleitet, die teilweise elektronisch verzerrt werden. Bei den Auftritten Wozniaks erklingen zwei Saxophone, bei denen Chrisanns „kolibriartige“ Flöten.

## Werkgeschichte
Der amerikanische Komponist Mason Bates (geboren 1977) wurde besonders für symphonische Musik bekannt, die er um elektronische Klänge anreicherte. 2014/2015 stand er in der Liste der am häufigsten gespielten lebenden Komponisten an zweiter Stelle. 2012 erhielt er den Heinz Award der Kategorie „Arts and Humanities“. The (R)evolution of Steve Jobs ist seine erste Oper. Sie wurde von Santa Fe Opera, der Seattle Opera und der San Francisco Opera in Auftrag gegeben. An der Produktion war außerdem die Jacobs School of Music der Indiana University Bloomington beteiligt. Das Werk entstand ohne Beteiligung von Jobs’ Familie oder Firma und wurde von diesen auch nicht autorisiert. Der Name des Unternehmens Apple fehlt daher im gesungenen Text.
Das Libretto stammt von Mark Campbell, der 2017 bereits mehr als fünfzehn Opernlibretti verfasst hatte. Seine Oper Silent Night (Komponist: Kevin Puts) wurde 2012 mit dem Pulitzer-Preis für Musik ausgezeichnet. Campbell schrieb, dass er zu Beginn seiner Arbeit an dem Libretto alles las und sah, was er über Steve Jobs finden konnte. So fanden die Episoden über die von seinem Vater erhaltene Werkbank, sein Interesse für den japanischen Minimalismus, sein Studium bei Kōbun Chino Otogawa und viele weitere Details Eingang in den Text. Das fertige Libretto unterschied sich strukturell nur wenig von den ersten Skizzen, die er Bates vorlegte. Allerdings nahm er auf dessen Wunsch eine Reihe von Textänderungen vor, durch die der Charakter des Steve sympathischer wirkte.
Die Uraufführung fand am 22. Juli 2017 unter der Leitung des Dirigenten Michael Christie im Crosby Theater der Santa Fe Opera statt. Der Regisseur war Kevin Newbury, die Bühne stammte von Victoria „Vita“ Tzykun, die Kostüme von Paul Carey, das Lichtdesign von Japhy Weideman und die Projektionen von 59 Productions. Es sangen Kelly Markgraf (Paul), Edward Parks (Steve), Sasha Cooke (Laurene), Wei Wu (Kōbun), Mariya Kaganskaya (Lehrerin), Garrett Sorenson (Woz), Jessica E. Jones (Chrisann).
Die Produktion war ein so großer Publikumserfolg, dass eine zusätzliche Vorstellung angeboten wurde. Außerdem gab das Label Pentatone eine CD heraus. Die Zeitschrift Opernwelt schrieb:

„Der Text des Librettisten Mark Campbell verknüpft Witz und Würze mit Grußkarten-tauglichen Sentenzen der Art, wie sie der getriebene, oft grausame Jobs immer wieder von seinem buddhistischen Mentor […] und seiner Frau Laurene […] erhalten hatte. […] Die Struktur des Ganzen ist an einer Ästhetik der kurzen Aufmerksamkeitsspanne ausgerichtet, dazu passt die ‚nutzerfreundliche‘ Musik.“

Bemängelt wurde allerdings das im Vergleich zu den anderen Charakteren eher schwache musikalische Material der Titelfigur, deren Vokallinie „weder das Genie noch den Biss des Technik- und Marketinggenies“ vermittle.
Der Rezensent der New York Times kritisierte, dass Steve Jobs in der Oper zu Beginn und am Ende einen anderen Charakter aufweise als im Verlauf der Handlung. Dies entspreche nicht der Realität, da Jobs den meisten Zeitzeugen zufolge zeitlebens „charismatisch unerträglich“ („charismatically intolerable“) gewesen sei und die buddhistischen Lehren seiner Jugend vergessen habe. Die Oper sei „gefangen zwischen ihrem Bestreben, die biografischen Fakten abzuhaken und diese Biografie wahrheitswidrig in die Form einer Romanze mit Happy End umzuformen“. Der CD-Rezensent der britischen Zeitschrift Gramophone nannte die Oper „ein ambitioniertes Werk, obwohl es erwähnenswerte Mängel sowohl in der Dramaturgie als auch in der Partitur“ gebe. Die Rezensentin des Hopkins Review war begeistert von der Inszenierung und der Aufführungsqualität. Sie hob speziell die Wirksamkeit des Chores „One Device“ bei der Vorstellung des iPhones hervor.
Im September 2018 wurde die Uraufführungs-Produktion mit dem Ensemble der Jacobs School of Music im Musical Arts Center der Indiana University Bloomington gespielt. Videos zweier Aufführungen wurden im Internet bereitgestellt.

## Aufnahmen
- Juli/August 2017 – Michael Christie (Dirigent), Orchester der Santa Fe Opera, Mitglieder des Santa Fe Opera Apprentice Program for Singers.
 Kelly Markgraf (Paul), Edward Parks (Steve), Sasha Cooke (Laurene), Wei Wu (Kōbun), Mariya Kaganskaya (Lehrerin), Garrett Sorenson (Woz), Jessica E. Jones (Chrisann).
 Mitschnitt der Uraufführungsproduktion aus dem Crosby Theater Santa Fe.
 Pentatone PTC5186690 (2 CDs).[7]
- 15./22. September 2018 – Michael Christie (Dirigent), Kevin Newbury (Regie), Victoria „Vita“ Tzykun (Bühne), Paul Carey (Kostüme), Japhy Weideman (Lichtdesign),  Orchester und Chor der Jacobs School of Music.
 Zachary Smith/Nick Farmer (Paul), Jeremy Weiss/Edward Cleary (Steve), Amanda Perera/Courtney Jameson (Laurene), Julian Michel Morris/David D. Lee (Kōbun), Emily Warren (Lehrerin), Joseph McBrayer/Gregory McClelland (Woz), Michelle Lerch/Nicola Santoro (Chrisann), Jake Sater (junger Steve).
 Video; Inszenierung der Uraufführungsproduktion; live aus dem Musical Arts Center der Indiana University Bloomington; Mitschnitte zweier Aufführungen mit unterschiedlicher Gesangsbesetzung.
 Videostreams auf der Website der Indiana University Bloomington.[14][13]